# 王金 (弘治進士)
王金（1471年—1516年），字曰良，河南開封府許州臨潁縣人，民籍，明朝政治人物。

## 生平
弘治十四年（1501年）辛酉科河南鄉試第六十六名舉人。弘治十五年（1502年）中式壬戌科會試第二百四十一名，二甲第五十五名進士。授工部主事，管芦苇厂，奉命榷税浙江，改刑部主事，升刑部署员外郎，正德三年（1508年）十一月升浙江按察司佥事，分巡温處道，六年八月升山东驿传道副使，兼管临清曹濟兵备，十一年正月升福建按察使，同年入觐京师途中，卒于京口。

## 家族
曾祖王睿，合州知州；祖父王璽，冀州判官；父王相，母邢氏；繼母潘氏。具庆下。